# Magnetisk longitud
Magnetisk longitud eller magnetisk meridian, benämns även isogon, är en linje som förbinder orter med samma avvikelse mellan magnetisk nord (kompass-nord) och geografisk nord. Dessa linjer är inte raka utan följer det jordmagnetiska fältet mellan den magnetiska Nord- och Sydpolen. Kompassnålens avvikelse kallas missvisning (magnetisk deklination).
Missvisningen undergår en långsam förändring med tiden. Inom Skandinavien är ändringen mellan 0,1 och 0,2 grad per år. Utöver denna så kallade sekulära ändring finns kortvariga variationer med olika perioder och storlekar. Den normala dagliga variationen ligger mellan 0,1 och 0,4 grader. Vid magnetiska stormar kan missvisningen under en tid av några timmar och upp till flera dagar ändras någon grad, i sällsynta fall upp till 4 grader.